# Fontana Rindermarkt
La fontana Rindermarkt (in tedesco Rindermarktbrunnen) è una moderna fontana nel centro storico di Monaco di Baviera. Fu creata nel 1964 dallo scultore monacense, al tempo professore dell'accademia delle belle arti di Monaco, Josef Henselmann. La fontana fu sponsorizzata da Günter Henle, dirigente della ditta Klöckner. 

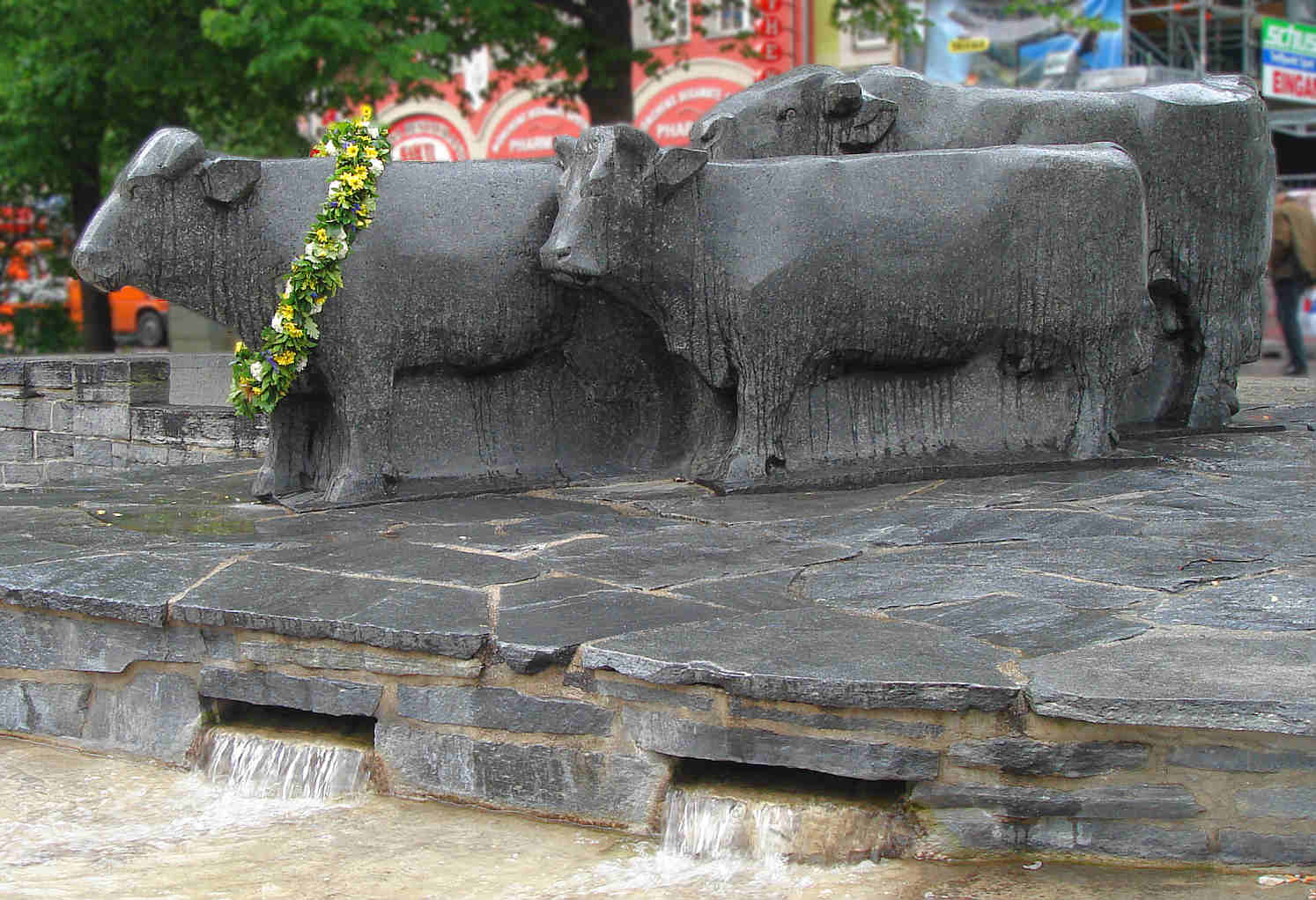
Rindermarktbrunnen

La fontana si trova sul sito del vecchio mercato boario, che ha dato il nome alla piazza in cui si trova.
Sulla fontana formata da più vasche di acqua disposte a terrazze, troneggiano le sculture di tre buoi. Un po' in disparte la scultura di un contadino seduto: il sorvegliante della mandria.